# Португалија на Европском првенству у атлетици на отвореном 1938.
Португалија је учествовала на 2. Европском првенству у атлетици на отвореном одржаном од 3. до 5. септембра 1938. на Олимпијском садиону у Паризу. 
Била је једна од 23 земље учеснице, а представљао је један атлетичар који се такмичио у трци на 800 метара.
На овом Првенству представник Португалије није освојио ниједну медаљу нити је оборио неки рекорд.

## Учесник
- Антонио Каладо — 800 м

## Резултати

### Мушкарци
| Атлетичар       | Дисциплина | Лични рекорд | Квалификације | Квалификације | Полуфинале           | Полуфинале           | Финале               | Финале        | Детаљи |
| Атлетичар       | Дисциплина | Лични рекорд | Резултат      | Место         | Резултат             | Место                | Резултат             | Место         | Детаљи |
| --------------- | ---------- | ------------ | ------------- | ------------- | -------------------- | -------------------- | -------------------- | ------------- | ------ |
| Антонио Каладоо | 800 м      |              | 1:58,8        | 6. у гр. 3    | Није се квалификовао | Није се квалификовао | Није се квалификовао | 15. / 17 (18) | [ 1 ]  |